# ملكة جمال العالم 1992
ملكة جمال العالم 1992 هي مسابقة ملكة جمال العالم الثانية والأربعون في تاريخ مسابقة ملكة جمال العالم منذ انطلاقتها عام 1951، عقدت مسابقة في 12 ديسمبر 1992 في مركز صن سيتي الترفيهي في صن سيتي، جنوب أفريقيا. في نهاية الحدث توجت يوليا كوروتشينا من روسيا. من قبل نينيبيث ليل ملكة جمال العالم عام 1991 من فنزويلا.

## النتائج

### المراكز النهائية
| النتائج النهائية      | المتنافسة |
| --------------------- | --- |
| ملكة جمال العالم 1992 | - روسيا - يوليا كوروتشكينا |
| الوصيفة الأولى        | - المملكة المتحدة - كلير إليزابيث سميث                                                                                              |
| الوصيفة الثانية       | - فنزويلا - فرنسيس جاجو |
| أفضل 5                | - بولندا - إيوا فاشوفيتش - جنوب أفريقيا - ايمي كلينهانز                                                                             |
| أفضل 10               | - باهاماس - جودي ويتش - الدنمارك - أنجا هند بروند - فنلندا - بترا فون هيلينز - إسرائيل - رافت عساف - الولايات المتحدة - شارون بيلدن |

### ملكات الجمال القارية
| مجموعة القارية       | المتسابقة                       |
| -------------------- | ------------------------------- |
| أفريقيا              | - جنوب أفريقيا - إيمي كلاينهانز |
| الأمريكتين           | - فنزويلا - فرانسيس جاجو        |
| آسيا وأوقيانوسيا     | - تايلاند - ميتيني كينغبايوم    |
| منطقة البحر الكاريبي | - الباهاما- جودي ويتش           |
| أوروبا               | - روسيا - جوليا كوروتشكينا      |

## المتسابقات
- الأرجنتين - كلوديا أندريا بيرتونا
- أروبا - صولانج نويل نيكولاس
- أستراليا - ريبيكا سيميتش
- النمسا - كريستين كينبيرج
- باهاماس - جودي ويتش
- بلجيكا - ساندرا جوين
- برمودا - ديان لورين ميتشل
- بوليفيا - فيرونيكا بينو
- البرازيل - بريسيلا ماريا فورلان
- جزر العذراء البريطانية - بيسا سميث
- بلغاريا - إيلينا دراجانوفا
- كندا - نينا كلجي
- جزر كايمان - باميلا جوان إيبانكس
- تشيلي - باولا كاباليرو فرنانديز
- تايوان - تشنغ وي وي
- كولومبيا - وجيردي أليخاندرا أوفييدو فارغاس
- كوستاريكا - ماريسول سوتو ألاركون
- كرواتيا - ايلينا سوران
- كوراساو - كريستينا باكويس
- قبرص - ماريا كونتوريس
- تشيكوسلوفاكيا - غابرييلا هارسانيوفا
- الدنمارك - أنيا هند بروند
- جمهورية الدومنيكان - جينا ماريا روخاس مانيون
- الاكوادور - ستيفاني كرومهولز دي مينيزيس
- السلفادور - راكيل كريستينا دوران
- فنلندا - بيترا إنريكا فون هيلينز
- فرنسا - ليندا هاردي
- ألمانيا - كارينا جوب
- جبل طارق - ميشيل توريس
- اليونان - يوجينيا باشاليدي
- غرينلاند - لالي ليبرث
- غوام - ميشيل كروز
- غواتيمالا - آنا ماريا يوهانيس إغليسياس
- هولندا - غابرييل فان نيمويغن
- هونغ كونغ - باتسي لاو يان-لينغ
- المجر - برناديت باب
- أيسلندا - ماريا رين هافليدوتير
- الهند - سيلين شيلا لوبيز
- أيرلندا - شارون إليس
- إسرائيل - رافيت أساف
- إيطاليا - باولا إيريرا
- جامايكا - جولي آن برادفورد هوتون
- اليابان - كاورو كيكوتشي
- كوريا - لي مي يونغ
- لاتفيا - زين فاليكا
- لبنان - نيكول بردويل
- ماكاو - هو لوك- أنا
- ماليزيا - فازيرة وان تشيك
- مالطا - نويلين ميكاليف
- موريشيوس - ساراسفادي رينغاسامي
- المكسيك - كارمن لوسيا ليمان فرنانديز
- ناميبيا - ليندا شارون شولتز
- نيوزيلندا - كارلي دون كينيرد
- نيجيريا - ساندرا جينفريد بتغريف
- النرويج - كجيرستي براكستاد
- بنما - ميشيل ماري هارينجتون هاسبين
- باراغواي - لورد ماجدالينا زاراتشو
- الفلبين - مارينا بورا سانتوس بينيبايو
- بولندا - إيوا فاشوفيتش
- البرتغال - فرناندا مانويلا سانتوس
- بورتوريكو - ليانابيل روزاريو سينتينو
- رومانيا - كاميليا إيلي
- روسيا - يوليا كوروتشكينا
- سيشل - ميرنا شانتال هوارو
- سنغافورة - جينيفر وونغ
- سلوفينيا - ناتاشا أبرام
- جنوب أفريقيا - ايمي كلينهانز
- إسبانيا - سامانثا توريس والدرون
- سريلانكا - اشارا ابلاشيني ماكولانج
- سوازيلاند - كاندي ليتشفيلد
- السويد - أولريكا جوهانسون
- سويسرا - فاليري بوفارد
- تايلند - ميتيني كينغبايوم
- ترينيداد وتوباغو - رينيه جريب
- تركيا - أوزليم كايماز
- أوغندا - أولغا نامبيما
- أوكرانيا - أوكسانا سابو
- المملكة المتحدة - كلير إليزابيث سميث
- الولايات المتحدة - شارون بيلدن
- جزر العذراء الأمريكية - ليا ويبستر
- أوروغواي - ليونورا إيرين ديبوينو فينوشي
- فنزويلا - فرنسيس جاجو
- زامبيا - إليزابيث موانزا

## الروابط الخارجية
- موقع ملكة جمال العالم الرسمي